# 人生、ここにあり!
『人生、ここにあり!』（じんせいここにあり、イタリア語: Si può fare）は、2008年のイタリアのドラマコメディ映画。監督はジュリオ・マンフレドニア、出演はクラウディオ・ビジオとアニタ・カプリオーリなど。1980年代ミラノ近隣における脱施設化（Deinstitutionalisation）、バザリア法施行の時期の人々のつながりを描いている。
2009年4月末から5月にかけて開催されたイタリア映画祭2009では『やればできるさ』のタイトルで上映された。

## ストーリー
イタリアのミラノ。労働組合で働くネッロは急進的な問題児で、精神医療センター内の「協同組合」に異動させられる。そこは法制定によって精神科病棟が閉鎖され、行き場のない患者の自立のための組織だが、実際には施しのような仕事をする場である。
医師で理事長のデルからマネージャーの業務を任されたネッロは、まず入所者に組合員としてやりたい仕事の多数決をとってその結果、市場参入して寄木張りの木工作業をすることになる。
しかし障害者への仕事発注はなく、困ったネッロは友人パデッラに頼んで彼の店の床張りを任せてもらう。ところが寄木材が不足するトラブルが生じて、間に合わせの廃材を利用して何とか床張りを完成させたが、その床のデザインが絶賛され、これを機に仕事が舞い込むようになる。組合員にはそれぞれ役割が与えられ、報酬を得たことでやりがいと自信が生まれる。
やがて組合員に対する過剰な投薬が意欲減退という副作用をもたらすことに気付いたネッロは、デルに減薬を相談するが聞き入れられない。そこでネッロは、彼の取り組みに賛同する医師フルランと共に、精神医療センターを離れて新組合を発足させる。
薬を減らしたことで皆は元気と欲望を取り戻していくが、性欲のはけ口が必要と考えたネッロは買春ツアーまで催して、評判を聞いて入会希望者が増えていく。
しかし事件が起こる。ルカと共に作業に出向いたジージョは、その家の若い女性に恋をして、二人は彼女のパーティーに招かれるが、ジージョをからかった男をルカが殴って警察沙汰になる。女性は彼らを勘違いさせた自分のせいで、精神病患者を起訴しないで欲しいと頼み、それを陰で聞いたジージョはショックを受けて自ら命を絶った。
この事件を機に組合は元の体制に戻る。デルが書いた報告書には、ネッロの取り組みは事件とは無関係と記されたが、ジージョの死への責任と自信喪失からネッロは組合を去る。だがその後、パデッラの下で働き始めたネッロを組合員らが訪れ、パリの地下鉄の仕事を受注すると聞いたネッロは再び組合に戻り、組合の仕事は順調に増えていった。

## キャスト
※カッコ内は日本語吹替
- ネッロ: クラウディオ・ビジオ(辻親八)
- サラ: アニタ・カプリオーリ（イタリア語版）(高森奈緒)
- フルラン医師: ジュゼッペ・バッティストン
- デルベッキオ医師: ジョルジョ・コランジェリ（イタリア語版）(桂一雅)
- ジージョ: アンドレア・ボスカ(西健亮)
- ルカ: ジョヴァンニ・カルカーニョ（イタリア語版）(山本兼平)
- ニキ: ミケーレ・デ・ヴィルジーリョ（イタリア語版）(岩崎正寛)
- ゴッフレード: カルロ・ジュゼッペ・ガバルディーニ（イタリア語版）(かぬか光明)
- ルイーザ: ナターシャ・マクニッツ(うえだ星子)
- ミリアム: ダニエラ・ピッペルノ（イタリア語版）(下田レイ)
- オッシ: フランコ・ピストーニ（イタリア語版）(板取政明)
- エンリカ: ローザ・ピアネータ（イタリア語版）
- ファビオ: ピエトロ・ラグーサ（イタリア語版）(青木強)